# Sombrero (Film)
Sombrero ist ein US-amerikanisches Filmmusical aus dem Jahr 1953 von Norman Foster mit Ricardo Montalbán, Pier Angeli, Vittorio Gassman und Yvonne De Carlo in den Hauptrollen. Das Drehbuch basiert auf dem Roman A Mexican Village von Josefina Niggli.

## Handlung
Im mexikanischen Ort Columba begeht der schelmische Käsehersteller Pepe Gonzales seinen jährlichen Streich, indem er Schnurrbärte auf die Fotos der Teilnehmerinnen eines Schönheitswettbewerbs der Stadt malt, um gegen die Ausgrenzung von María zu protestieren, einer Frau aus niederer Herkunft, die am Fluss lebt. Als Marías Bild auf mysteriöse Weise zum Wettbewerb eingereicht wird, gewinnt sie haushoch, doch aus Angst vor der Reaktion der Stadtfrauen ernennt der Bürgermeister stattdessen die gesellschaftlich angesehene Elena Cantú zur Gewinnerin und Karnevalskönigin.
An diesem Abend besucht der reiche Alejandro Castillo María, seine heimliche Liebe, und gesteht, dass er ihr Bild zum Wettbewerb eingereicht hat. Unterdessen beschließt Pepe, ein Held zu werden, indem er die Gebeine des großen Don Romulo Balderas vom Friedhof der nahegelegenen Stadt Milpa Verde holt, die in eine erbitterte Fehde mit Columba verwickelt ist. Sein Freund Rubén, ein Süßwarenhersteller, willigt ein, ihn zu begleiten, doch sie werden beim Versuch, in Don Romulos Grab einzubrechen, von Eufemia Calderón erwischt, die um Hilfe ruft, nachdem Pepe sie geküsst hat. Die beiden Freunde entkommen nur knapp und Rubéns bricht sich den Arm, als er vom Pferd fällt. Pepe bringt Rubén zu Dr. Martínez, der Alejandro gerade geraten hat, wegen seiner hartnäckigen Kopfschmerzen einen Spezialisten in Mexiko-Stadt aufzusuchen. Alejandro und Rubén fahren nach Mexiko-Stadt. Während sie beim Stierkampf seine Süßigkeiten verkaufen, verliebt sich Rubén sofort in Lola, die Schwester des arroganten Zigeuners Gitanillo de Torrano. Nach dem Stierkampf sucht der verliebte Rubén Lola auf, doch sie hat zu viel Angst vor ihrem grausamen Bruder, um über eine Romanze nachzudenken. Zurück in Columba erzählt Pepe seinen Freunden, dass er in Eufemia verliebt ist und plant, ihr den Hof zu machen.
An diesem Wochenende begibt sich Pepe, bewaffnet mit einem riesigen Laib des berühmten Ziegenkäses seiner Familie, zum Haus von Don Homero Calderón, wo Eufemias Geburtstagsfeier stattfindet. Pepe gewinnt schnell Don Homeros Gunst und beginnt, Eufemia den Hof zu machen, muss jedoch fliehen, als ein Gast den feinen Käse erkennt, den Pepe mitgebracht hat, und zwar aus Columba. Unterdessen untersucht Dr. Martínez die in Mexiko-Stadt aufgenommenen Röntgenaufnahmen und teilt Alejandro traurig mit, dass er nur noch eine kurze Zeit zu leben hat und dass er kurz vor dem Ende erblinden wird. Alejandro schwört den Arzt zur Geheimhaltung ein, geht dann zu María und erzählt ihr alles. In der Gewissheit, dass sie aufgrund ihrer unehelichen Geburt niemals akzeptiert werden würde, besteht María darauf, dass Alejandro seinem mächtigen Vater gehorcht und Elena heiratet. Alejandro zieht die Hochzeit widerwillig durch und das Paar fährt in die Flitterwochen, während Maria traurig von einem nahe gelegenen Dach zusieht. Pepe setzt seine heimliche Werbung um Eufemia fort, aber sie sagt, ihre Situation sei hoffnungslos, solange die Fehde andauert.
Rubén kehrt nach Mexiko-Stadt zurück und besucht Lola. Sie erklärt, dass Gitanillo so besitzergreifend ist, weil er abergläubisch glaubt, er werde sterben, wenn seine Schwester heiratet. Lola versucht, ihrem Bruder zu trotzen, aber als er sie schlägt und Rubén bedroht, sucht Lola Hilfe bei einer mitfühlenden Wahrsagerin, die ihr eine Voodoo-Puppe gibt. Am nächsten Tag sieht Gitanillo Rubén in der Arena und beschließt, ihn zu töten. In dem verzweifelten Versuch, ihn aufzuhalten, wirft Lola die Puppe in die Arena und Gitanillo wird vom Stier aufgespießt. In Columba kehren Alejandro und Elena von ihrer Hochzeitsreise zurück. Elena vertraut ihrer Mutter an, dass Alejandro sich geweigert hat, ihre Ehe zu vollziehen. Alejandro geht zu María und gibt ihr ein Medaillon mit einer Notiz darin, in der er sie anweist, es nach seinem Tod seinem Vater zu bringen. Alejandro verliert plötzlich sein Augenlicht und wird nach Hause gebracht, doch Elena weigert sich kaltherzig, nach dem Priester zu schicken, solange María dort ist. Alejandro stirbt und María wird von seinem Vater Don Carlos angewiesen, das Tal zu verlassen. Sie gibt Don Carlos das Medaillon und er liest die Notiz, in der von Alejandros Liebe zu María die Rede ist und in der er ihr ein großes Erbe vermacht. Als María das Geld ablehnt, bittet Don Carlos sie um Vergebung und fleht María an, als seine Tochter bei ihm zu leben.
Unterdessen wird Lola weiterhin von Gitanillos Tod heimgesucht, doch nachdem sie einige Zeit allein auf einem Berggipfel verbracht hat, überwindet sie ihre Schuldgefühle und kann in ihrer Ehe mit Rubén glücklich sein. Später fordert Pepe die Stadt Milpa Verde zu einem Hahnenkampf heraus und setzt den Käse seiner Familie gegen die Überreste von Don Romulo. Obwohl Pater Zacaya bei dem Gedanken an einen Hahnenkampf entsetzt ist, hilft er Pepe, den Preishahn zu verkleiden, den er sich zuvor von Don Homero „geliehen“ hatte. Am Tag des Wettbewerbs wird Pepes List jedoch entdeckt und Pater Zacaya verliert den Wettbewerb. Während die Bürger von Milpa Verde eifrig einen Käseturm abbauen, entdecken sie eine prächtige Statue von Don Romulo, die von Eufemia und Don Carlos gestiftet wurde. Pater Zacaya segnet die Verlobung von Pepe und Eufemia, und da die Fehde endlich vorbei ist, feiern alle.

## Hintergrund
Der Film beginnt mit einer Widmung, in der der mexikanischen Regierung und den Bürgern für ihre Kooperation und Gastfreundschaft gedankt wird. Die Figur Pepe Gonzales wendet sich zu Beginn des Films an das Publikum, erklärt, warum er die Bilder der Teilnehmerinnen des Schönheitswettbewerbs verunstaltet, und spekuliert, dass er und seine Freunde wahrscheinlich Junggesellen bleiben werden.
Aus den Pressematerialien geht hervor, dass der Flamencotänzer José Greco, der in dem Film sein amerikanisches Filmdebüt gab, in der Nummer Farruca Flamenca ein Gitarrensolo spielte. Eine moderne Quelle schreibt Stanley Donen die Inszenierung dieser Nummer zu.
Es wurde berichtet, dass Ava Gardner und Fernando Lamas zusammen mit Ricardo Montalbán in den Hauptrollen spielen würden. Laut Presseartikeln weigerte sich Lamas, für den Film nach Mexiko zu reisen, was zu seiner Suspendierung bei MGM führte. Laut einer Pressemeldung vom 27. Mai 1952 wurde Cornel Wilde die Rolle des Alejandro Castillo angeboten, Vittorio Gassman war ursprünglich für die Rolle des Rubén vorgesehen.
Der Film wurde an Originalschauplätzen in Mexiko-Stadt, Cuernavaca, Tetecala und Tepoztlán in Mexiko gedreht. Einem Presseartikel vom 28. September 1952 zufolge begrüßten die Kleinstädte Tetecala und Tepoztlán die Produktion, weil sie glaubten, das Filmteam würde das mexikanische Volk sympathisch darstellen.
Daniel B. Cathcart und Cedric Gibbons oblag die künstlerische Leitung. Fred M. MacLean und Edwin B. Willis waren für das Szenenbild zuständig, Helen Rose für die Kostüme. Warren Newcombe schuf die Spezialeffekte. Gunther Gerszo Wendland war technischer Berater.

## Musik
Folgende Songs wurden im Film gespielt:
- Ufemia von Rubén Fuentes und Rubén Méndez, englischer Text von Saul Chaplin
- You Belong to My Heart von Augustín Lara und Roy Gilbert
- Un viejo amor von Alfonso Esparza Oteo und Adolfo Fernández Bustamante

Hinzu kamen die Stücke
- Gypsy Dance von Saul Chaplin und Léo Arnaud
- Farruca Flamenca von Geronimo Villarino und Léo Arnaud

Das Orchester wurde von Alexander Courage geleitet. Die Musiknummern wurden von José Greco und Hermes Pan choreografiert.

## Synchronisation
| Rolle                | Schauspieler        | Deutscher Synchronsprecher |
| -------------------- | ------------------- | -------------------------- |
| Pepe Gonzales        | Ricardo Montalbán   | Paul Edwin Roth            |
| Eufemia Calderón     | Pier Angeli         | Marianne Prenzel           |
| Alejandro Castillo   | Vittorio Gassman    | Michael Tellering          |
| Lola de Torrano      | Cyd Charisse        | Marion Degler              |
| Rubén                | Rick Jason          | Harald Juhnke              |
| Pater Zacaya         | Kurt Kasznar        | Alfred Balthoff            |
| Don Carlos Castillo  | Walter Hampden      | Paul Wagner                |
| Don Homero Calderón  | Thomas Gomez        | Victor Janson              |
| Gitanillo de Torrano | José Greco          | Dietrich Frauboes          |
| Dr. Martínez         | Andrés Soler        | Kurt Vespermann            |
| Doña Fela            | Fanny Schiller      | Agnes Windeck              |
| Tia Magdalena        | Rosaura Revueltas   | Roma Bahn                  |
| Don Inocente         | Alfonso Bedoya      | Stanislav Ledinek          |
| Don Nacho            | Jorge Treviño       | Hans Emons                 |
| Napoleon Lopez       | Tito Novaro         | Franz-Otto Krüger          |
| Manager              | Manuel Arvide       | Stanislav Ledinek          |
| Betrunkener          | Pascual García Peña | Clemens Hasse              |

Anmerkung: Die kursiv geschriebenen Namen sind Rollen und Darsteller, die nicht im Abspann erwähnt wurden.

## Veröffentlichung
Die Premiere des Films fand am 3. April 1953 statt. In der Bundesrepublik Deutschland kam er am 30. April 1954 in die Kinos, in Österreich im Juni 1954.

## Kritiken
Bosley Crowther von der The New York Times befand, der Film sei ein großes, breitkrempiges, matschiges Bild, so massiv wie das Kleidungsstück, nach dem es benannt ist. Obwohl er von einer angesehenen und entschlossenen Besetzung bearbeitet werde, verschlinge und vernichte er seine Menschen in einem riesigen, gesprenkelten, formverdeckenden Schatten. Der Grund dafür sei leicht ersichtlich. Er wurde gemacht, um eine große Fläche abzudecken, und die Leute, die ihn zusammenstellten, hatten nicht die Fähigkeiten im großen Maßstab für die Aufgabe. Die lebhaften Volksmärchen seien so schlecht nacherzählt, dass die Summe ein wirrer, langweiliger Klecks sei. Aber das müse man über den Film auch sagen: er sei wunderschön in sehr feinem Technicolor fotografiert und die tatsächliche Landschaft Mexikos, in der er spiele, sei wunderschön. Dort stehe er zumindest nicht im Schatten.
Derek Winnert fand den Film angenehm eigenartig, zumindest interessant anders.
Das Lexikon des internationalen Films schrieb: „Drei ineinander verschlungene Liebesgeschichten als zentrale Motive in einem bisweilen reichlich verworrenen Melodram mit Musical- und Tanzsequenzen.“